# Puchar Europy Narodów 1960 (eliminacje)
W eliminacjach do piłkarskiego Pucharu Europy Narodów 1960 wzięły udział reprezentacje narodowe z 17 europejskich federacji krajowych, które walczyły o 4 miejsca, dające prawo występu w turnieju głównym.

## Uczestnicy
W pierwotnie zaplanowanym przez UEFA terminie, chęć udziału w turnieju eliminacyjnym wyraziło zaledwie 14 reprezentacji narodowych. Niewielka liczba uczestników spowodowana była przed wszystkim niską rangą nowo powstałych rozgrywek. Ostatecznie do rywalizacji o Puchar Europy Narodów zdecydowało się przystąpić 17 zespołów:

- Austria
- Bułgaria
- Czechosłowacja
- Dania
- Francja
- Grecja
- Hiszpania
- Irlandia
- Jugosławia
- Niemcy Wschodnie
- Norwegia
- Polska
- Portugalia
- Rumunia
- Turcja
- Węgry
- Związek Radziecki

Wśród zgłoszonych reprezentacji zabrakło wielu uczestników mistrzostw świata z 1954 i 1958 roku: Niemiec Zachodnich (ówczesnych mistrzów świata), Belgii, Anglii, Włoch, Szkocji, Szwajcarii, Irlandii Północnej, Szwecji oraz Walii. Do zmagań o Puchar Europy Narodowej nie przystąpiły także piłkarskie reprezentacje: Holandii, Albanii, Finlandii, Islandii oraz Luksemburga.

## Format rywalizacji i losowanie par
Zasady turnieju kwalifikacyjnego zakładały grę systemem pucharowym „mecz i rewanż”, według losowania i ustalonej drabinki, aż do wyłonienia czwórki półfinalistów, którzy wezmą udział w turnieju finałowym. Losowanie par eliminacji odbyło się 6 czerwca 1958 roku w hotelu Foresta w Sztokholmie i zostało przeprowadzone pod kierownictwem wiceprezydenta UEFA Gusztáva Sebesa. Do losowania doszło dwa dni po III Kongresie UEFA, podczas którego ustalono ostateczne zasady eliminacji i turnieju finałowego oraz wyznaczono termin losowania. Ze względu na nieparzystą liczbę uczestników, rywalizację uzupełniono o dodatkową rundę wstępną, w której o możliwość gry w 1/8 finału musiały rywalizować dwie wylosowane drużyny. Pozostałe ekipy zmagania rozpoczęły od 1/8 finału. Wylosowane pary przedstawiały się następująco:
| Irlandia | vs. | Czechosłowacja |  |

| Związek Radziecki | vs. | Węgry      |  |
| Polska            | vs. | Hiszpania  |  |
| Niemcy Wschodnie  | vs. | Portugalia |  |
| Jugosławia        | vs. | Bułgaria   |  |

| Rumunia  | vs. | Turcja                   |  |
| Dania    | vs. | zwycięzca rundy wstępnej |  |
| Francja  | vs. | Grecja                   |  |
| Norwegia | vs. | Austria                  |  |

Przed losowaniem nie istniał konkretny harmonogram spotkań. Podczas kongresu UEFA postanowiono, że poszczególne federacje same ustalą dokładne terminy meczów, „starając się zapewnić równe szanse w sportowej rywalizacji i dbając o powodzenie imprezy”. W efekcie odstępy czasowe pomiędzy spotkaniami w ramach dwumeczów były różne; ponadto, przed rozpoczęciem rundy wstępnej zdążono rozegrać już cztery spotkania w ramach 1/8 finału (w tym jeden pełny dwumecz między Francją i Grecją).

## Wyniki

### Runda wstępna
| Drużyna 1                            | Wynik dwumeczu | Drużyna 2      | Pierwszy mecz | Drugi mecz |
| ------------------------------------ | -------------- | -------------- | ------------- | ---------- |
| Irlandia                             | 2:4            | Czechosłowacja | 2:0           | 0:4        |
| Po lewej gospodarz pierwszego meczu. |                |                |               |            |

#### Pierwszy mecz
| 5 kwietnia 1959 15:30 CET | Irlandia · Liam Tuohy 22' · Noel Cantwell 42' (k.) | 2:0(2:0)Raport | Czechosłowacja | Dalymount Park, Dublin Widzów: 37 500 Sędzia: Lucien Van Nuffel (Belgia) |
|                           |                                                    |                |                |                                                                          |

#### Drugi mecz
| 10 maja 1959 16:00 CET | Czechosłowacja · Imrich Stacho 4' (k.) · Titus Buberník 57' · Ladislav Pavlovič 66' · Milan Dolinský 75' | 4:0(1:0)Raport | Irlandia | Tehelné pole, Bratysława Widzów: 41 691 Sędzia: Joseph Barbéran (Francja) |
|                        | |                |          |                                                                           |

### 1/8 finału
| Drużyna 1                            | Wynik dwumeczu | Drużyna 2      | Pierwszy mecz | Drugi mecz |
| ------------------------------------ | -------------- | -------------- | ------------- | ---------- |
| Związek Radziecki                    | 4:1            | Węgry          | 3:1           | 1:0        |
| Polska                               | 2:7            | Hiszpania      | 2:4           | 0:3        |
| Niemcy Wschodnie                     | 2:5            | Portugalia     | 0:2           | 2:3        |
| Jugosławia                           | 3:1            | Bułgaria       | 2:0           | 1:1        |
| Rumunia                              | 3:2            | Turcja         | 3:0           | 0:2        |
| Dania                                | 3:7            | Czechosłowacja | 2:2           | 1:5        |
| Francja                              | 8:2            | Grecja         | 7:1           | 1:1        |
| Norwegia                             | 2:6            | Austria        | 0:1           | 2:5        |
| Po lewej gospodarz pierwszego meczu. |                |                |               |            |

#### Pierwsze mecze
W kolejności chronologicznej:
| 28 września 1958 19:00 CET | Związek Radziecki · Anatolij Iljin 4' · Slawa Metreweli 20' · Walentin Iwanow 32' | 3:13:0Raport | Węgry · 84' János Göröcs | Stadion Centralny im. Lenina, Moskwa Widzów: 100 572 Sędzia: Alfred Grill (Austria) |
|                            |                                                                                   |              |                          |                                                                                     |

| 1 października 1958 20:30 CET | Francja · Raymond Kopa 23' · Just Fontaine 25', 85' · Thadée Cisowski 29', 68' · Jean Vincent 61', 87' | 7:13:0Raport | Grecja · 48' Elias Yfantis | Parc des Princes, Paryż Widzów: 37 590 Sędzia: Gottfried Dienst (Szwajcaria) |
|                               | |              |                            |                                                                              |

| 2 listopada 1958 b.d. | Rumunia · Nicolae Oaidă 62' · Gheorghe Constantin 77' · Constantin Dinulescu 81' | 3:00:0Raport | Turcja | Stadionul 23 August, Bukareszt Widzów: 67 200 Sędzia: Gottfried Dienst (Szwajcaria) |
|                       |                                                                                  |              |        |                                                                                     |

| 20 maja 1959 19:00 CET | Norwegia | 0:1Raport | Austria · 32' Erich Hof | Ullevaal Stadion, Oslo Widzów: 27 566 Sędzia: Werner Bergmann (Niemcy Wschodnie) |
|                        |          |           |                         |                                                                                  |

| 31 maja 1959 b.d. | Jugosławia · Milan Galić 1' · Lazar Tasić 87' | 2:01:0Raport | Bułgaria | Stadion JNA, Belgrad Widzów: 23 418 Sędzia: Mihai Popa (Rumunia) |
|                   |                                               |              |          |                                                                  |

| 21 czerwca 1959 b.d. | Niemcy Wschodnie | 0:20:1Raport | Portugalia · 12' Matateu · 67' Mário Coluna | Walter-Ulbricht-Stadion, Berlin Widzów: 25 000 Sędzia: Alois Obtulovic (Czechosłowacja) |
|                      |                  |              |                                             |                                                                                         |

| 28 czerwca 1959 b.d. | Polska · Ernest Pohl 34' · Lucjan Brychczy 62' | 2:41:2Raport | Hiszpania · 40', 52' Luis Suárez · 41', 56' Alfredo Di Stéfano | Stadion Śląski, Chorzów Widzów: 71 469 Sędzia: Arthur Edward Ellis (Anglia) |
|                      |                                                |              |                                                                |                                                                             |

| 23 września 1959 19:00 CET | Dania · Poul Pedersen 17' · Bent Hansen 19' | 2:2Raport | Czechosłowacja · 29' Ladislav Kačáni · 42' Milan Dolinský | Idrætsparken, Kopenhaga Widzów: 34 200 Sędzia: Johan Bronkhorst (Holandia) |
|                            |                                             |           |                                                           |                                                                            |

#### Drugie mecze
W kolejności chronologicznej:
| 3 grudnia 1958 15:00 CET | Grecja · Roger Marche 85' (sam.) | 1:10:0Raport | Francja · 71' Stéphane Bruey | Stadion im. Apostolosa Nikolaidisa, Ateny Widzów: 18 833 Sędzia: Vincenzo Orlandini (Włochy) |
|                          |                                  |              |                              |                                                                                              |

| 26 kwietnia 1959 b.d. | Turcja · Lefter Küçükandonyadis 13', 54' (k.) | 2:0(1:0)Raport | Rumunia | Mithatpaşa Stadyumu, Stambuł Widzów: 23 567 Sędzia: Borge Nedelkovski (Jugosławia) |
|                       |                                               |                |         |                                                                                    |

| 28 czerwca 1959 b.d. | Portugalia · Mário Coluna 45', 62' · Domiciano Cavém 68' | 3:20:0Raport | Niemcy Wschodnie · 47' Gerhard Vogt · 72' Horst Kohle | Estádio das Antas, Porto Widzów: 19 124 Sędzia: Juan Garay Gardeazábal (Hiszpania) |
|                      |                                                          |              |                                                       |                                                                                    |

| 23 września 1959 19:00 CET | Austria · Erich Hof 2', 25' (k.) · Horst Nemec 21', 73' · Karl Skerlan 60' | 5:2(3:2)Raport | Norwegia · 19', 35' Ove Ødegaard | Praterstadion, Wiedeń Widzów: 34 989 Sędzia: Dimosthemis Stathatos (Grecja) |
|                            |                                                                            |                |                                  |                                                                             |

| 27 września 1959 15:30 CET | Węgry | 0:10:0Raport | Związek Radziecki · 58' Jurij Wojnow | Népstadion, Budapeszt Widzów: 78 481 Sędzia: Józef Kowal (Polska) |
|                            |       |              |                                      |                                                                   |

| 14 października 1959 b.d. | Hiszpania · Alfredo Di Stéfano 30' · Enric Gensana 69' · Francisco Gento 85' | 3:01:0Raport | Polska | Estadio Santiago Bernabéu, Madryt Widzów: 62 070 Sędzia: Karoly Balla (Węgry) |
|                           |                                                                              |              |        |                                                                               |

| 18 października 1959 14:15 CET | Czechosłowacja · Titus Buberník 39', 56' · Adolf Scherer 47', 86' · Milan Dolinský 63' | 5:11:1Raport | Dania · 33' John Kramer | Městský fotbalový stadion Srbská, Brno Widzów: 31 217 Sędzia: Helmut Köhler (Niemcy Zachodnie) |
|                                |                                                                                        |              |                         |                                                                                                |

| 25 października 1959 b.d. | Bułgaria · Todor Diew 55' | 1:10:0Raport | Jugosławia · 57' Muhamed Mujić | Stadion Narodowy im. Wasiła Lewskiego, Sofia Widzów: 27 560 Sędzia: Kurt Tschenscher (Niemcy Zachodnie) |
|                           |                           |              |                                | |

### Ćwierćfinały
| Drużyna 1                            | Wynik dwumeczu | Drużyna 2      | Pierwszy mecz | Drugi mecz |
| ------------------------------------ | -------------- | -------------- | ------------- | ---------- |
| Francja                              | 9:4            | Austria        | 5:2           | 4:2        |
| Portugalia                           | 3:6            | Jugosławia     | 2:1           | 1:5        |
| Rumunia                              | 0:5            | Czechosłowacja | 0:2           | 0:3        |
| Związek Radziecki                    | wo.            | Hiszpania      | −             | −          |
| Po lewej gospodarz pierwszego meczu. |                |                |               |            |

#### Pierwsze mecze
W kolejności chronologicznej:
| 13 grudnia 1959 14:30 CET | Francja · Just Fontaine 6', 18', 70' · Jean Vincent 38', 82' | 5:23:1Raport | Austria · 40' Walter Horak · 65' Rudolf Pichler | Stade Olympique Yves-du-Manoir, Colombes Widzów: 43 775 Sędzia: Manuel Martín Asensi (Hiszpania) |
|                           |                                                              |              |                                                 |                                                                                                  |

| 8 maja 1960 17:00 CET | Portugalia · Joaquim Santana 30' · Matateu 70' | 2:11:0Raport | Jugosławia · 81' Bora Kostić | Estádio Nacional, Lizbona Widzów: 39 978 Sędzia: Joseph Barbéran (Francja) |
|                       |                                                |              |                              |                                                                            |

| 22 maja 1960 15:00 CET | Rumunia | 0:20:1Raport | Czechosłowacja · 8' Josef Masopust · 45' Vlastimil Bubník | Stadionul 23 August, Bukareszt Widzów: 61 306 Sędzia: Andor Dorogi (Węgry) |
|                        |         |              |                                                           |                                                                            |

| 29 maja 1960 | Związek Radziecki | wo.Raport | Hiszpania |  |
|              |                   |           |           |  |

#### Drugie mecze
W kolejności chronologicznej:
| 27 marca 1960 15:00 CET | Austria · Horst Nemec 26' · Erich Probst 64' | 2:41:0Raport | Francja · 46' Jean-Jacques Marcel · 59' Bernard Rahis · 77' François Heutte · 83' (k.) Raymond Kopa | Praterstadion, Wiedeń Widzów: 39 229 Sędzia: Leo Helge (Dania) |
|                         |                                              |              | |                                                                |

| 22 maja 1960 16:45 CET | Jugosławia · Dragoslav Šekularac 8' · Zvezdan Čebinac 45' · Bora Kostić 50', 88' · Milan Galić 79' | 5:11:1Raport | Portugalia · 29' Domiciano Cavém | Stadion JNA, Belgrad Widzów: 43 000 Sędzia: Alfred Stoll (Austria) |
|                        | |              |                                  |                                                                    |

| 29 maja 1960 16:30 CET | Czechosłowacja · Titus Buberník 1', 15' · Vlastimil Bubník 18' | 3:0Raport | Rumunia | Tehelné pole, Bratysława Widzów: 31 057 Sędzia: Leif Gulliksen (Norwegia) |
|                        |                                                                |           |         |                                                                           |

| 9 czerwca 1960 | Hiszpania | wo.Raport | Związek Radziecki |  |
|                |           |           |                   |  |

## Strzelcy

### 5 goli
- Titus Buberník
- Just Fontaine

### 4 gole
- Jean Vincent

### 3 gole
- Erich Hof
- Horst Nemec
- Milan Dolinský
- Alfredo Di Stéfano
- Bora Kostić
- Mário Coluna

### 2 gole
- Vlastimil Bubník
- Adolf Scherer
- Thadée Cisowski
- Raymond Kopa
- Luis Suárez
- Milan Galić
- Ove Ødegaard
- Domiciano Cavém
- Matateu
- Lefter Küçükandonyadis

### 1 gol
- Walter Horak
- Rudolf Pichler
- Erich Probst
- Karl Skerlan
- Todor Diew
- Ladislav Kačáni
- Josef Masopust
- Ladislav Pavlovič
- Imrich Stacho
- Bent Hansen
- John Kramer
- Poul Pedersen
- Stéphane Bruey
- François Heutte
- Jean-Jacques Marcel
- Bernard Rahis
- Elias Yfantis
- Enric Gensana
- Francisco Gento
- Noel Cantwell
- Liam Tuohy
- Zvezdan Čebinac
- Muhamed Mujić
- Dragoslav Šekularac
- Lazar Tasić
- Horst Kohle
- Gerhard Vogt
- Lucjan Brychczy
- Ernest Pohl
- Joaquim Santana
- Gheorghe Constantin
- Constantin Dinulescu
- Nicolae Oaidă
- János Göröcs
- Anatolij Iljin
- Walentin Iwanow
- Slawa Metreweli
- Jurij Wojnow

### Gole samobójcze
- Roger Marche (dla Grecji)